# Stor-Killer (naturreservat)
Stor-Killer är ett naturreservat i Jokkmokks kommun i Norrbottens län.
Området är naturskyddat sedan 2014 och är 1,9 kvadratkilometer stort. Reservatet omfattar en höjd med sluttningar och våtområden nedanför med sjön Stor-Killer i sydväst. Reservatet består av barrblandskog med gransumpskog närmast myrmarkerna. 